# 関野吉記
関野 吉記（せきの よしき、1977年〈昭和52年〉4月14日 - ）は、日本の実業家。ブランディング企業「イマジナ」代表取締役社長。山梨県出身。15歳からアメリカに留学し、その後イギリスへ。ヨーロッパで演出を手がける。その後、投資部門出向、アジア統括マネージャーなどを歴任。日本企業の海外進出において、その多くが製品力だけに頼って失敗するケースを目の当たりにし、バックストーリーを伝える力の重要性を痛感する。現在、企業の文化や独自性を明文化し社内外へ伝えていくことで、企業価値の最大化を支援している。

## 来歴
1977年、山梨県甲府市出身。甲府市立春日小学校、甲府市立西中学校を経て、15歳で渡米し米国の高校やLondon schoool of actingを卒業。卒業後、ジャマイカやイタリアで舞台や映画の演出を手掛けるイマジネコミュニカツオネに入社し、サムソナイトなど多くのコマーシャル、映画製作を手掛ける。
1994年に米ニューヨークで人事コンサルティングの会社を設立。
2007年から本拠地を東京に移し、現在はブランディング、HR、PRの３分野でコンサルティング事業を進めている。
自らの出身県である山梨県の活性化のための活動にも精力的に取り組んでいる。
2021年10月18日、一般社団法人山梨イノベーションベースの立ち上げメンバーとして、代表理事に就任。定期的な勉強会を開くなどして、地域の経営者に対して知識やスキルを学ぶ機会を提供している。
2023年7月1日に山梨県顧問に就任。

## 著書

### 単著
- 『チーフカルチャーオフィサー（CCO）が会社を伸ばす！―企業ブランディングを成功させる３７のヒント』(2015年3月, ダイヤモンド社) ISBN 978-4478027578
- 『ブランド力～今、企業や自治体に求められている大切な価値』(2017年4月, 日経BPコンサルティング) ISBN 978-4864431194
- 『ブランドSTORY』(2018年10月, プレジデント社) ISBN 978-4833451376
- 『「好き」の設計図 ～企業ブランディングの本質～』(2019年11月, クロスメディア・パブリッシング) ISBN 978-4295403616
- 『ブランド～STORY設計とは～』(2021年6月, プレジデント社) ISBN 978-4833451765
- 『付加価値の法則―社長がブランディングを知れば、会社が変わる！』(2021年12月, プレジデント社) ISBN 978-4833451840
- 『Branding　本質から学ぶ付加価値の意味』(2022年7月, プレジデント社) ISBN 978-4833452083
- 『社員に向き合い続けることが、最良の道　Branding経営―人的投資×管理職育成×社内外広報戦略』 (2023年1月, プレジデント社) ISBN 978-4833452243
- 『エンパワーメント人材戦略―地域に愛される企業の「社員育成と経営」』(2023年2月, KADOKAWA) ISBN 978-4046059567

### 編著
- 『想いをブランディングする経営』(2015年4月,  日経BPコンサルティング) ISBN 978-4864430791
- 『今、企業がブランド力を上げる理由―想いを伝える企業ブランディング』(2016年4月,  日経BPコンサルティング) ISBN 978-4864430975
- 『ブランディングと成長実感―成長する企業のブランド戦略』(2017年7月,  日経BPコンサルティング) ISBN 978-4478027578
- 『ザ・ブランド・マーケティング―「なぜみんなあのブランドが好きなのか」をロジカルする』(2022年12月, 実業之日本社) ISBN 978-4408650371

### 共著
- 『世界で勝てるブランディングカンパニー―ブランド力でマネジメントを強化する日本企業の挑戦』(共著：[奥山由実子],　2015年12月,　ダイヤモンド社) 978-4478066683